# St Briavels
St. Briavels é uma paróquia e aldeia de Forest of Dean, no condado de Gloucestershire, na Inglaterra. De acordo com o Censo de 2011, tinha 1192 habitantes. Tem uma área de 18,6 km².